# Estèrope (filla d'Acastos)
Estèrope (en grec antic: Στερόπη) va ser, segons la mitologia grega, una princesa de Iolcos, filla d'Acastos i d'Astidamia. Tenia dues germanes, Laodamia i Estènele. No es coneixen els noms dels seus germans.
Estèrope només s'esmenta en relació amb la intriga que va ordir Astidamia contra Peleu. Astidamia va intentar seduir Peleu, que havia fugit i s'havia refugiat a Iolcos, sense aconseguir-ho, i va enviar un avís a la seva dona Antígona (filla d'Eurició) que Peleu estava a punt d'abandonar-la i es volia casar amb Estèrope. Antígona, en saber aquesta falsa notícia, es va penjar.